# Восканьянц, Марина Константиновна
Мари́на Константи́новна Восканья́нц (2 января 1934, Москва — 4 октября 2024) — советский и российский художник-мультипликатор, педагог. Заслуженный художник Российской Федерации (2013).

## Биография
Родилась 2 января 1934 года в Москве. С 1945 по 1951 год занималась в изостудии Московского Центрального Дворца пионеров. В 1952 году получила первую премию (удостоена золотой медали президентом Индии) за участие в международной выставке детского рисунка в Дели.
В 1955 году окончила Московскую центральную художественную школу.
В 1956—1958 годах училась на курсах художников-мультипликаторов при «Союзмультфильме», где занималась у Ф. Хитрука, Р. Давыдова, П. Саркисяна, Л. Мильчина.
С 1959 по 1991 год — одна из ведущих художников-мультипликаторов на киностудии «Союзмультфильм». За 32 года работы на «Союзмультфильме» её приглашали работать на своих фильмах практически все классики времён «Золотого века» советской мультипликации — Лев Атаманов, Владимир Полковников, Роман Качанов, Фёдор Хитрук, Эдуард Назаров и многие другие.
Для большего понимания эстетики движения человека в своей работе художником-мультипликатором, Марина с 1955 года занималась в Студии гармонической гимнастики Л. Алексеевой, а с 1980 года уже сама преподавала гармоническую гимнастику при Московском Доме учёных.
Добившись высокого мастерства в художественном отображении танцевальных сцен, создала их для многих мультипликационных фильмов:

 Вот Маринка Восканьянц — по танцевальным сценам была единственная, она все танцы всем режиссёрам делала. Ну, она профессионально танцевала.— В. Вышегородцев.
В 1990-е годы как художник-мультипликатор сотрудничала со студиями «Кристмас Филмз», «ШАР», «Аргус».

Преподавала во ВГИКе. Занималась пропагандой живописи и рисунка среди детей и подростков.
На торжественной церемонии открытия 15 ОРФАК в Суздале награждена почётным призом «За вклад в анимационное искусство».
Скончалась 4 октября 2024 года на 91-м году жизни. Похоронена на Востряковском центральном кладбище (участок 13).

## Фильмография
- 1959 — «Скоро будет дождь»
- 1960 — «Золотое пёрышко»
- 1960 — «Муха-Цокотуха»
- 1960 — «Человечка нарисовал я»
- 1961 — «Большие неприятности»
- 1961 — «Дорогая копейка»
- 1961 — «Ключ»
- 1962 — «Только не сейчас»
- 1963 — «Проверьте ваши часы»
- 1963 — «Три толстяка»
- 1963 — «Шутки»
- 1964 — «Дюймовочка»
- 1964 — «Храбрый портняжка»
- 1965 — «Наргис»
- 1965 — «Пастушка и трубочист»
- 1966 — «Букет»
- 1966 — «Окно»
- 1966 — «Про злую мачеху»
- 1967 — «Машинка времени»
- 1967 — «Сказка о золотом петушке»
- 1968 — «Пингвины»
- 1968 — «Фильм, фильм, фильм»
- 1968 — «Чуня»
- 1969 — «Бременские музыканты»
- 1969 — «В стране невыученных уроков»
- 1971 — «Огонь»
- 1973 — «Щелкунчик»
- 1975 — «Достать до неба»
- 1975 — «Конёк-Горбунок»
- 1975 — «Наследство волшебника Бахрама»
- 1976 — «Голубой щенок»
- 1976 — «Котёнок по имени Гав (выпуск 1)»
- 1976 — «Муха-Цокотуха»
- 1976 — «Стойкий оловянный солдатик»
- 1977 — «Василиса Прекрасная»
- 1977 — «Котёнок по имени Гав (выпуск 2)»
- 1977 — «Ох и Ах идут в поход»
- 1977 — «Пятачок»
- 1978 — «Алим и его ослик»
- 1978 — «Маша больше не лентяйка»
- 1978 — «Подарок для самого слабого»
- 1978 — «Трое из Простоквашино»
- 1978 — «Алые паруса (экспериментальный ролик)»[источник не указан 630 дней]
- 1979 — «Волшебное кольцо»
- 1979 — «Золушка»
- 1979 — «Огневушка-поскакушка»
- 1979 — «Почему ослик заупрямился?»
- 1980 — «Каникулы в Простоквашино»
- 1981 — «Мария, Мирабела»
- 1981 — «Мороз Иванович»
- 1981 — «Приключения Васи Куролесова»
- 1981 — «Тайна третьей планеты»
- 1981 — «Так сойдёт»
- 1982 — «Верное средство»
- 1982 — «Волшебное лекарство»
- 1982 — «Жил-был пёс»
- 1982 — «Парадоксы в стиле рок»
- 1982 — «Прежде мы были птицами»
- 1982 — «Мой друг зонтик»
- 1983 — «Обезьянки. Гирлянда из малышей»
- 1983 — «Попался, который кусался!»
- 1984 — «Ночной цветок»
- 1984 — «Про Фому и про Ерёму»
- 1984 — «Синеглазка»
- 1984 — «Сказка о царе Салтане»
- 1984 — «То ли птица, то ли зверь»
- 1985 — «Грибной дождик»
- 1985 — «Два билета в Индию»
- 1985 — «Загадка сфинкса»
- 1985 — «Танцы кукол»
- 1986 — «Академик Иванов»
- 1986 — «Ара, бара, пух!»
- 1986 — «Сказка о глупом муже»
- 1986 — «Трое на острове»
- 1986 — «Чудеса техники»
- 1987 — «Диалог. Крот и яйцо»
- 1987 — «Как ослик грустью заболел»
- 1987 — «Мышь и верблюд»
- 1987 — «Смех и горе у Бела моря»
- 1987 — «Приключения пингвинёнка Лоло (фильм 2)»
- 1987 — «Приключения пингвинёнка Лоло (фильм 3)»
- 1988 — «Мария, Мирабела в Транзистории»
- 1988 — «Лев и девять гиен»
- 1989 — «Притча об артисте. Лицедей»
- 1989 — «Мико — сын Павловой»
- 1989 — «Стереотипы»
- 1990 — Весёлая карусель № 20. «Стекло»
- 1990 — «Школа изящных искусств. Возвращение»
- 1990 — «Когда-то давно»
- 1990 — «Комино»
- 1990 — «Кот и Ко»
- 1991 — «По лунной дороге»
- 1991 — «Приключение волшебного глобуса или проделки ведьмы»
- 1991 — «История одного города. Органчик»
- 1991 — «Иван-царевич и серый волк»
- 1991 — «Mister Пронька»
- 1992 — «Бал цветов»
- 1992 — «Леато и Феофан. Партия в покер»
- 1993 — Весёлая карусель № 25. «Задом-наперёд»
- 1993 — Весёлая карусель № 26. «Если бросить камень вверх»
- 1993 — «Шут Балакирев»
- 1995 — «Лев с седой бородой»
- 1996 — «Королевская игра»
- 1997 — «Кот в сапогах»
- 1997 — «Незнайка на луне»
- 1998 — «Иван и Митрофан в музее»
- 1999 — «Слондайк 1»
- 2000 — Весёлая карусель № 32. «Катина сказка»
- 2001 — «Дора-дора-помидора»
- 2003 — «Рыцарский роман»
- 2004 — «Щелкунчик»
- 2008 — «Списки Уоллиса»
- 2009 — «Красные шапочки»
- 2010 — «Приключения Маши и Гоши»
- 2011 — «Время травмы»
- 2012 — «Зашкаф»
- 2015 — «Мифические лошадки» (сериал «Так не бывает»)
- 2015 — «Михаил Иванович Глинка» (цикл «Сказки старого пианино»)
- 2024 — «Цифровая диета» (мультсериал «Чик-Чирикино»)
- 2024 — «Квест на курорте» (мультсериал «Чик-Чирикино»)
- 2024 — «Кресло раздора» (мультсериал «Чик-Чирикино»)
- 2024 — «Монстр в коробке» (мультсериал «Чик-Чирикино»)
- 2024 — «МУЛЬТ в кино. Выпуск 174: Добрые дела!»

## Награды
- Заслуженный художник Российской Федерации (19 марта 2013) — за заслуги в области изобразительного искусства[7][8].
- Благодарность Министерства культуры Российской Федерации (2 декабря 2011) — за большой вклад в российскую анимацию, многолетнюю плодотворную работу и в связи со 100-летием мультипликационного кино[9]